# Alter Friedhof Memmingen

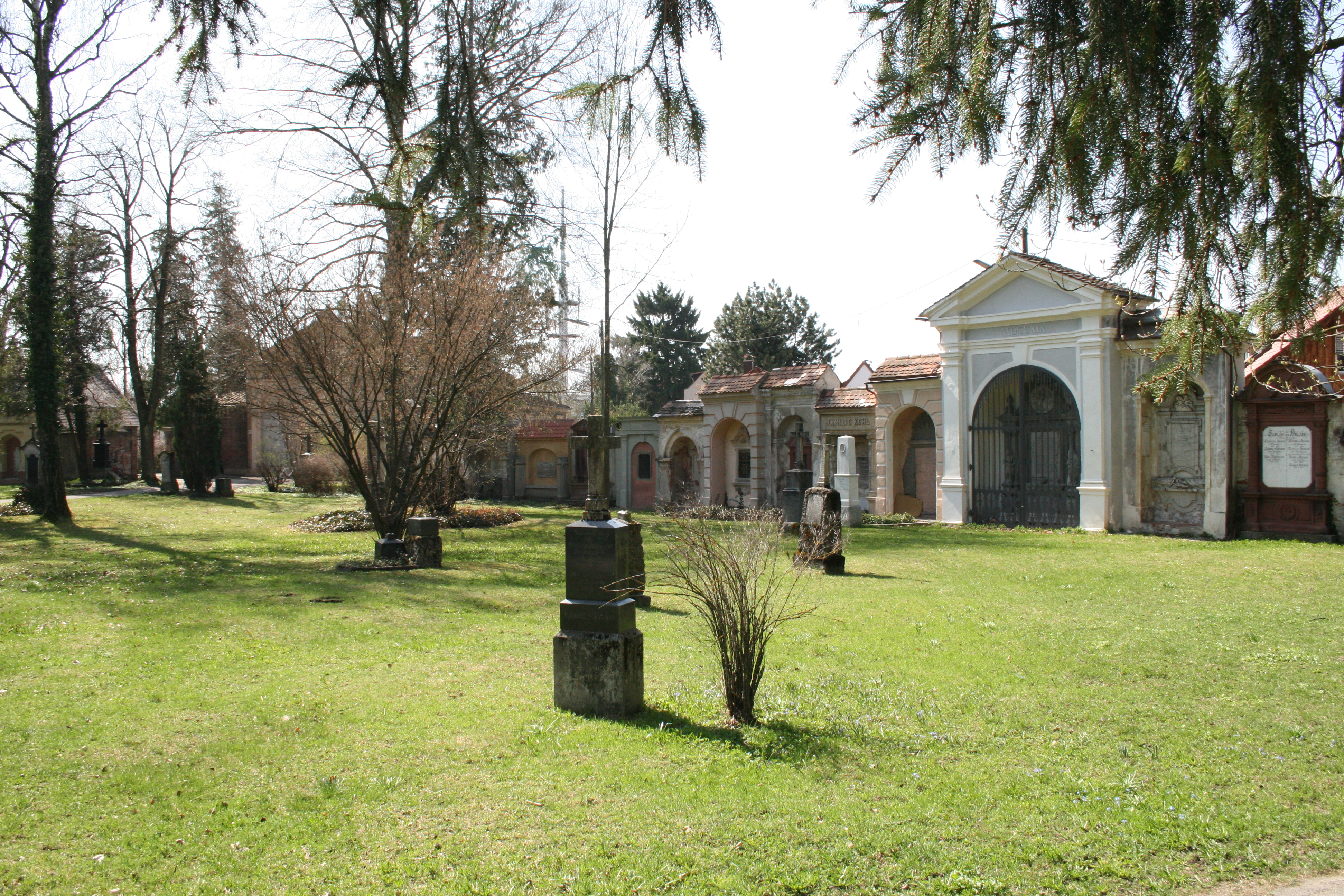
Südwestlicher Teil der Friedhofsmauer von 1873

Der Alte Friedhof im schwäbischen Memmingen ist ein aufgelassener Friedhof. Das Gelände umfasst etwa 16.000 Quadratmeter.
Das Gelände des Friedhofes diente seit 1167 dem Schottenkloster Memmingen. Dieses wurde 1498 in das Augustinerkloster Memmingen inkorporiert und die Klostergebäude 1512, die Kirche 1529 abgebrochen.
Bereits seit 1521 sind Überlegungen überliefert, dass die reichsstädtischen Friedhöfe vor St. Martin und Unser Frauen verlegt werden sollten, weil sie nicht mehr ausreichten. Nachdem 1529 die Krankheit Englischer Schweiß ausgebrochen war, verschärfte sich die Platznot erneut. So beschloss der Rat der Stadt, auf dem freien Gelände des ehemaligen Schottenklosters den neuen städtischen Friedhof einzurichten. Der Friedhof war in verschiedene Bereiche unterteilt. Bis zu Beginn des 19. Jahrhunderts wurde er durch zwei sich kreuzende Hauptwege untergliedert und in vier Viertel geteilt. Die Friedhofsmauer wurde 1509 fertiggestellt. An dieser befanden sich im Südwesten und Nordwesten die Gräber der vornehmen und reichen Familien mit großen und vornehmen Grabstätten. Diese beiden Viertel des Friedhofs waren früher mit den Klostergebäuden und der Schottenklosterkirche bebaut. Sie lagen am weitesten vom Knollenmühlbach entfernt, die Gefahr einer Überschwemmung war daher als gering einzustufen. Im südwestlichen Viertel wurde innen ein Platz für ein Gemeinschaftsgrab für arme Gerber vorgehalten. Für die Beerdigungen musste die Gerberzunft aufkommen. Das südöstliche Viertel war Beerdigungen armer Bedürftiger und Verstorbener aus Kinds-, Kranken-, Zucht-, Seel- und Siechenhäusern vorbehalten. In der äußersten Ecke des Viertels wurden auch die zum Tode verurteilten Straftäter verscharrt. Das nordwestliche Viertel war für Bürger, die kein Familiengrab besaßen und für Zuwanderer aus dem Defereggental in Tirol vorgesehen. Im letzten Viertel wurden Personen ohne Bürgerrecht, Fremde, Katholische, Reformierte und die Hitzenhofener Bauern beerdigt.

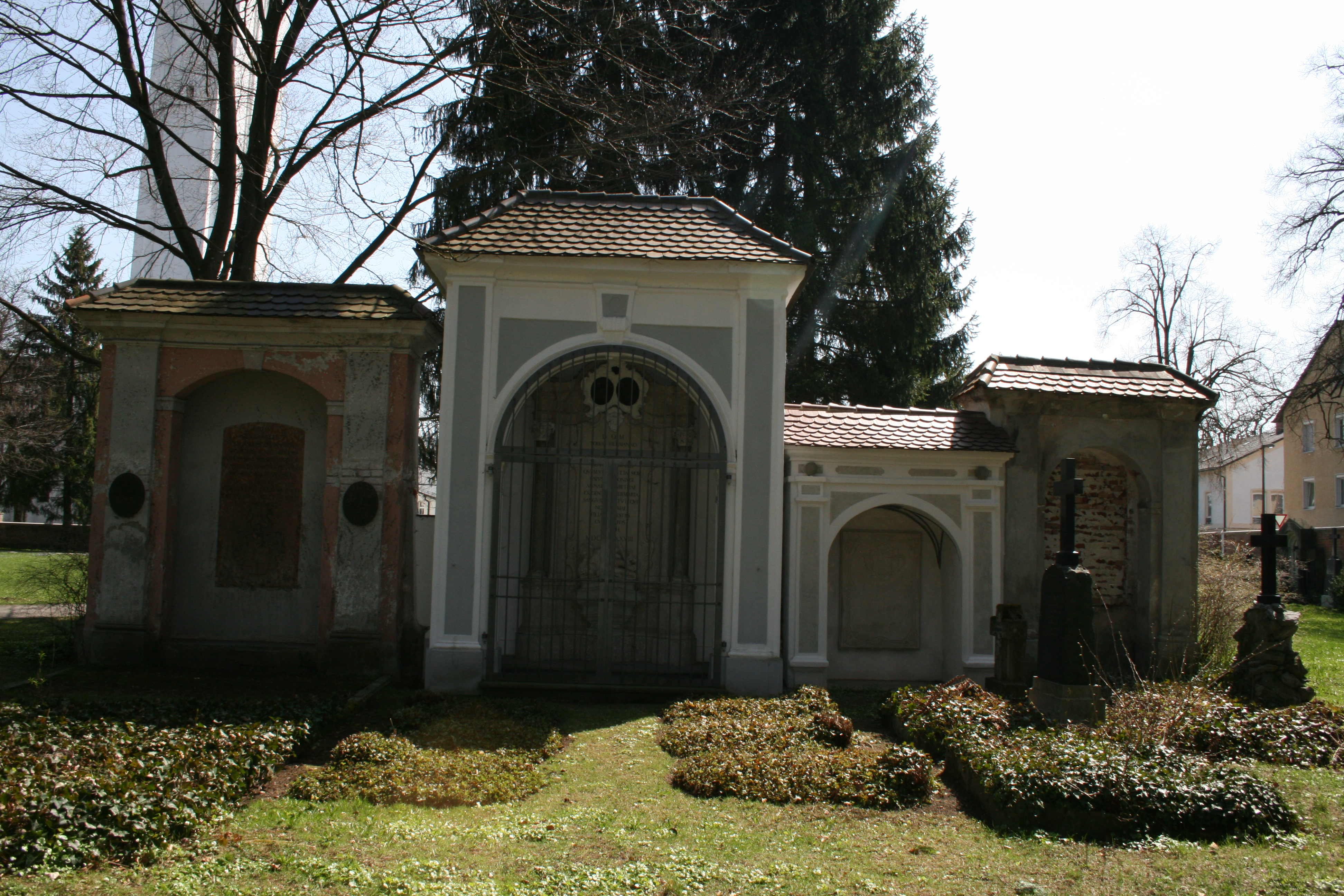
Familiengräber auf dem alten Friedhof

Als der Platzmangel im Jahre 1866 eine Erweiterung unabdingbar machte, wurde durch diverse Maßnahmen versucht, mehr Platz auf dem Gottesacker zu schaffen. Hierzu zählten unter anderem die Aufgabe des Gemüsegartens des Totengräbers und die Verkürzung der Liegezeit. Die Stadt konnte ein Grundstück im Süden bis zur Augsburger Straße erwerben und es erfolgte 1873 eine völlige Umgestaltung des Friedhofareals. Lediglich die großen Familiengrabstätten blieben erhalten. Der gesamte Friedhof wurde mit einem Wegeraster überzogen, eine konfessionelle Teilung des Friedhofes war durch die freie Vergabe ausgeschlossen. Am 1. August 1874 wurde mit dem Bau der Leichenhalle mit einer 9,2 Meter langen, 9 Meter breiten und 5,5 Meter hohen Halle, sechs Leichenzellen, einem Sezierraum, einem Ärztezimmer und dem Schlafzimmer des Wärters an der nordwestlichen Ecke des Friedhofs begonnen. Die Wohnung des Wärters fand in einem zweistöckigen Anbau Platz.
Gegen Ende des 19. Jahrhunderts reichte trotz der Erweiterung der Platz für die wachsende Stadtbevölkerung nicht aus. Nach verschiedenen Überlegungen setzte sich die Idee eines neuen Friedhofes durch. So wurde 1920 der Waldfriedhof Memmingen eröffnet. Lediglich einzelne Begräbnisse wurden noch auf dem alten Friedhof zugelassen, meist, wenn es sich um das letzte Mitglied einer Familie handelte, die bereits ein Familiengrab auf dem alten Friedhof besaß. Im Jahre 1929 wurde der Wunsch geäußert, die noch bestehenden Gräber im alten Friedhof zu verschönern, dem der Stadtrat wegen der weiteren Nutzung durch einzelne Beerdigungen nicht entsprach. In den ersten Inventarlisten von 1958 für außergewöhnliche und wertvolle Denkmäler waren bereits einzelne Grabdenkmäler gelistet. Dennoch sollte der Friedhof 1962 eingeebnet werden. Nachdem der Stadtrat am 29. November 1962 den Beschluss gefasst hatte, wurde die Umgestaltung begonnen. Walter Braun, Heimatpfleger und Stadtrat legte eine Liste von 60 Grabdenkmälern vor, die unbedingt erhalten werden sollten. 1965 stellte der Stadtrat 5000 DM für die Renovierungsarbeiten bereit. Die Friedhofsmauer zur Augsburger Straße hin wurde auf 1,2 bis 1,5 Meter abgetragen. Aufgrund einer Satzung für den Friedhof aus dem Jahre 1904 wurde 1968 festgestellt, dass die erhaltenswerten Grabdenkmäler von der Stadt erhalten und nicht von den Hinterbliebenen gepflegt werden mussten. Im Juni 1971 wurde beschlossen, den alten Friedhof als Park umzugestalten und die Grabdenkmäler zu erhalten, da es außer in Memmingen nur noch in Lindau und Straubing Grabdenkmäler aus der Zeit des 17. bis 20. Jahrhunderts gibt. Der Friedhof wurde deshalb in die Denkmalliste als Ensemble aufgenommen.
Heute ist der Friedhof aufgelassen und wird als Parkanlage genutzt. Die Stadtkapelle Memmingen hat in der alten Leichenhalle ihren Probenraum. Auf dem ehemaligen Friedhof finden des Öfteren Marschproben der Kapelle statt.